# Misophriella tetraspina
Misophriella tetraspina is een eenoogkreeftjessoort uit de familie van de Misophriidae. De wetenschappelijke naam van de soort is voor het eerst geldig gepubliceerd in 1983 door Boxshall.